# Став (заказник, Закарпатська область)
Став — гідрологічний заказник місцевого значення. Об'єкт розташований на території Берегівського району Закарпатської області, с. Дийда.
Площа — 18,5 га, статус отриманий у 2002 році (Рішення Закарпатської облради від 11.01.2002 р. № 377).
Охороняється місце зростання видів, занесених до Червоної книги України: осока чеська та пухирник південний.